# 南一花
南 一花（みなみ いちか、1996年8月13日 - ）は、日本の女性アイドル。女性アイドルグループ・ヤなことそっとミュートの元メンバー。DCT ENTERTAINMENT所属。埼玉県出身。

## 略歴
アニメ・漫画系の専門学校でキャラクターデザインについて学んでいたが、就活の時期になり就職をするのは無理だと思い、Twitterで見つけたヤなことそっとミュートのオーディションに応募したところ合格。2016年6月18日初ライブ。
2019年、「13月の女の子」（新宿シアターモリエール）で初舞台。
2022年6月26日、「YSM SIX TOUR FINAL」（CLUB CITTA'）をもって、ヤなことそっとミュート現体制での活動を終了、脱退。

## 人物・エピソード
小学校4年生からバレーボールを始め、中学・高校時代はバレーボール部に所属していた。部活は特に楽しかったわけでもなく、特に中学1年生のときの顧問が厳しかったが、「運動しないと太るから」という理由で続けていた。
キャラクターデザインを学んでいたこともあり、自らデザインしたグッズが販売されている。

## 出演

### 舞台
- 13月の女の子（2019年6月28日 - 7月6日、新宿シアターモリエール）※Bチーム

### イベント
- SAKAMICHI TALK（2020年1月28日、阿佐ヶ谷LoftA）
- ゑりかちゃんべいびーと谷さんの食いしん坊万歳！Vol.12（2020年3月16日、新宿ROCK CAFE LOFT）
- 南一花の一花鼎談（2021年6月24日、歌舞伎町Sparkle）※ゲスト：RISA（クロスノエシス）、一色萌（XOXO EXTREME）
- 奥津マリリpresents"マリリが逢いたい" Vol.1（2021年9月7日、LOFT9 Shibuya）※無観客配信